# Rhyacophila monstrosa
Rhyacophila monstrosa là một loài Trichoptera trong họ Rhyacophilidae. Chúng phân bố ở miền Cổ bắc.